# 와러써커스
와러써커스(What A Circus)는 2010년에 데뷔한 밴드다.

## 방송
- 슈퍼스타K6 (2014) - Top14[1]
- TOP밴드 3 (2015) - 준우승